# Xenos (чип)

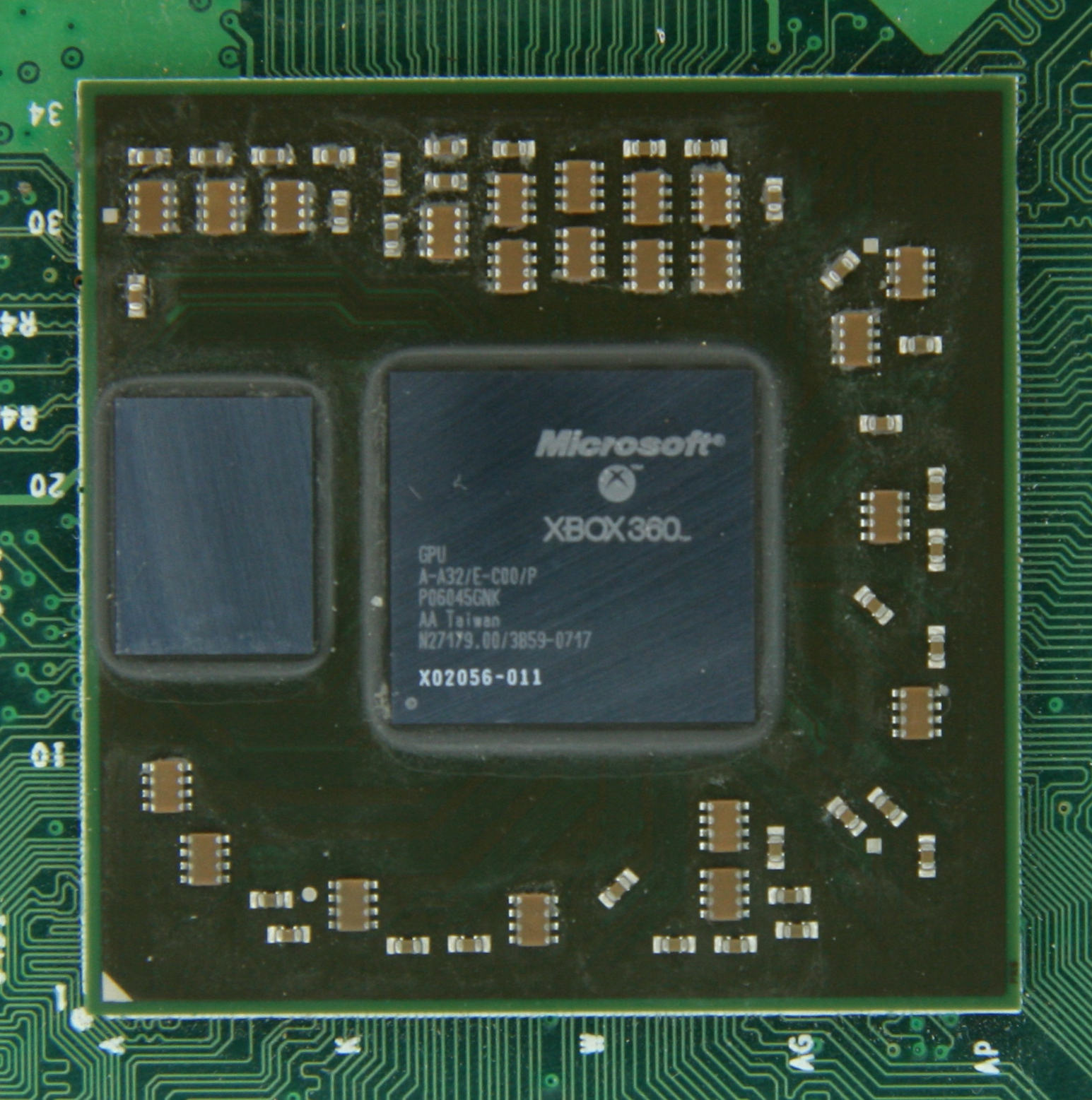
Графический чип Xenos

Xenos — графический процессор (англ. GPU), разработанный компанией ATI Technologies специально для использования в игровой консоли седьмого поколения Microsoft Xbox 360. Разработанный под кодовым именем «C1», Xenos во многом является предшественником микроархитектуры графических процессоров серии Radeon R600 для настольных ПК. Архитектура «R600» лежит в основе графических процессоров серий Radeon HD 2000/3000. 
Чип Xenos содержит две отдельные микросхемы: собственно графический процессор и eDRAM. В 2010 году был интегрирован в ЦП (новый чип получил название XCGPU), превратив, таким образом, его в первый массовый APU.

## Спецификации
В чипе Xenos шейдерные блоки организованы в три SIMD-структуры с шестнадцатью процессорами на структуру; итого 48 шейдерных блоков. Каждый из этих шейдерных блоков состоит из двух ALU, которые могут выполнять одну операцию за такт, так что каждый шейдерный блок может выполнять две операции с плавающей запятой за один такт.
- Родительский графический процессор с частотой 500 MHz, содержащий 232 миллиона транзисторов, выполненный по 65-нанометровому технологическому процессу на мощностях TSMC
  - 48 универсальных параллельных шейдерных конвейеров с динамической планировкой и поддержкой плавающей запятой[2]
    - Унифицированная шейдерная архитектура (каждый шейдерный конвейер способен выполнять код пиксельных и вертексных шейдеров)
    - 10 FLOPS на конвейер за такт
    - Максимальное количество вершин: 1,6 миллиарда вершин за секунду ( (48 шейдерных конвейеров x 4 шейдерные операции за 1 такт x 500 MHz) / 16)
    - Максимальное количество полигонов: 500 миллионов треугольников за секунду[2]
    - Максимальное количество шейдерных операций: 96 миллиардов за секунду (48 шейдерных конвейеров x 4 шейдерные операции за 1 такт = 192 шейдерные операции за такт; 500 MHz x 192 шейдерные операции за 1 такт = 96 миллиардов шейдерных операций за секунду)
    - 240 GFLOPS
    - Шейдерная функция MEMEXPORT

  - 16 блоков для фильтрации текстур
    - 16 отфильтрованных семплов за такт
      - Максимальная скорость вывода текселей: 8 гигатекселей за секунду (16 текстур x 500 MHz)

    - 16 неотфильтрованных текстурных семплов за такт

  - Максимальное количество операций скалярного произведения: 24 миллиарда за секунду
- Дочерняя встроенная DRAM (eDRAM), выполняющая роль фреймбуфера: 500 MHz, 10 MiB, 256GB/s, 65-нанометровый технологический процесс.
  - Микросхема eDRAM под названием «Intelligent Memory», спроектированная корпорацией NEC, включает дополнительную логику (192 параллельных пиксельных процессора) для цвета, альфа-канал, Z-буферизацию, трафаретную буферизацию (англ. Stencil buffer) и технологию сглаживания. Эти характеристики дают разработчикам графики 4-семпловое сглаживание с очень низкими затратами производительности.
  - 105 миллионов транзисторов.[3]
  - 8 блоков вывода рендеринга.
    - Максимальная скорость заполнения пикселями (англ. pixel fillrate): 16 гигасемплов за секунду с использованием 4-кратного сглаживания методом мультисемплинга; или 32 гигасемпла, если используются только Z-операции; 4 гигапиксела за секунду без MSAA (8 ROPs x 500 MHz)
    - Максимальная интенсивность Z-семплов: 8 гигасемплов за секунду (2 Z-семпла x 8 ROP x 500 MHz), 32 гигасемпла за секунду с использованием 4-кратного сглаживания (2 Z-семпла x 8 ROP x 4X AA x 500 MHz)[1]
    - Максимальная интенсивность семплов сглаживания: 16 гигасемплов за секунду (4 AA-семпла x 8 ROP x 500 MHz)[1]

Система охлаждения: CPU и GPU консоли Xbox 360 имеют средства охлаждения. Используются тепловые трубки и два 60-мм выхлопных кулера.